# دهستان کاکاشرف
کاکاشرف، دهستانی است از توابع بخش پاپی شهرستان خرم‌آباد در استان لرستان ایران فاصله ۲۵کیلومتری جنوب شرقی خرم‌آباد، واقع شده این منطقه پوشیده از جنگلهای بلوط است. دارای آب و هوای معتدل مدیترانه ای با بارش برف و باران کافی دامداری و کشاورزی شغل بیشتر مردم این منطقه می‌باشد قبر یکی از اتابکان لر نزدیکی روستای پاقلعه از آثار قدیمی کاکاشرف است.
کاکاشرف، در تقسیمات اخیر کشوری ازبخش پاپی منفک شده و به تابعیت بخش مرکزی شهرستان خرم‌آباد در استان لرستان ایران
درآمد

## جمعیت
براساس سرشماری سال ۱۳۸۵ جمعیت آن ۴٬۰۹۱ نفر (۷۹۹ خانوار) بوده است. مردم کاکاشرف به زبان لری صحبت می‌کنند و مذهب شیعه دارند